# Regla Bell
Regla Maritza Bell McKenzie  (ur. 6 lipca 1970 w Hawanie) – kubańska siatkarka, przyjmująca. Trzykrotna złota medalistka olimpijska.
Mierząca 180 cm wzrostu zawodniczka triumfowała na trzech olimpiadach z rzędu (1992–2000). Była także dwukrotnie, w 1994 i 1998, zwyciężczynią mistrzostw świata. W latach 1998–2000 grała we Włoszech (m.in. Despar Sirio Perugia).
W sezonie 2010/11 występowała w Hiszpanii, w drużynie Fígaro Peluqueros Tenerife.